# Liste der Straßentunnel in Thüringen
Diese Liste enthält alle Straßentunnel im deutschen Bundesland Thüringen. Bis auf den Hörschelbergtunnel, den Tunnel Rothenstein und den Pörzbergtunnel besitzen alle übrigen Tunnel zwei Röhren. Wenn zwei Längenangaben vorhanden sind, so sind die beiden Röhren unterschiedlich lang.
| Tunnel             | Länge         | Jahr der Eröffnung | Straße | Lage                                                       | Geographische Koordinaten         |
| ------------------ | ------------- | ------------------ | ------ | ---------------------------------------------------------- | --------------------------------- |
| Tunnel Rennsteig   | 7916 m 7878 m | 2003               | A71    | zwischen AS Gräfenroda (17) und AS Oberhof (18)            | 50° 41′ 40,9″ N, 010° 44′ 03,1″ O |
| Jagdbergtunnel     | 3076 m        | 2014               | A4     | zwischen AS Bucha (52) und AS Jena-Göschwitz (53)          | 50° 52′ 29,3″ N, 011° 33′ 36,7″ O |
| Tunnel Berg Bock   | 2738 m 2718 m | 2003               | A71    | zwischen AS Suhl/Zella-Mehlis (19) und Dreieck Suhl (20)   | 50° 37′ 48,4″ N, 010° 40′ 10,2″ O |
| Tunnel Schmücke    | 1729 m 1720 m | 2008               | A71    | zwischen AS Heldrungen (3) und AS Kölleda (4)              | 51° 16′ 40,8″ N, 011° 13′ 06,6″ O |
| Heidkopftunnel     | 1724 m        | 2006               | A38    | zwischen AS Friedland (3) und AS Arenshausen (4)           | 51° 24′ 14,0″ N, 009° 59′ 37,0″ O |
| Tunnel Eichelberg  | 1123 m 1097 m | 2005               | A71    | zwischen AS Meiningen-Süd (22) und AS Rentwertshausen (23) | 50° 30′ 47,9″ N, 010° 27′ 03,2″ O |
| Pörzbergtunnel     | 1145 m        | 2010               | B90    | Ortsumfahrung Schaala                                      | 50° 43′ 06,6″ N, 011° 17′ 29,8″ O |
| Tunnel Hochwald    | 1056 m        | 2003               | A71    | zwischen AS Oberhof (18) und AS Suhl/Zella-Mehlis (19)     | 50° 39′ 30,2″ N, 010° 41′ 23,3″ O |
| Höllbergtunnel     | 880 m         | 2009               | A38    | zwischen AS Breitenworbis (7) und AS Bleicherode (8)       | 51° 24′ 53,3″ N, 010° 28′ 24,2″ O |
| Tunnel Alte Burg   | 874 m 866 m   | 2003               | A71    | zwischen AS Gräfenroda (17) und AS Oberhof (18)            | 50° 43′ 00,5″ N, 010° 48′ 19,4″ O |
| Lobdeburgtunnel    | 600 m         | 2009               | A4     | zwischen AS Jena-Göschwitz (53) und AS Jena-Zentrum (54)   | 50° 52′ 45,8″ N, 011° 36′ 28,1″ O |
| Tunnel Behringen   | 465 m         | 1998               | A71    | zwischen AS Arnstadt-Süd (14) und AS Ilmenau-Ost (15)      | 50° 46′ 37,6″ N, 011° 00′ 16,2″ O |
| Tunnel Rothenstein | 385 m         | 2022               | B88    | Ortsumfahrung Rothenstein                                  | 50° 50′ 47,5″ N, 011° 35′ 59,8″ O |
| Hörschelbergtunnel | 220 m         | 1998               | L 1021 | Ortsumfahrung Hörschel                                     | 51° 00′ 31,3″ N, 010° 14′ 02,2″ O |

- Karte mit allen Koordinaten:
- OSM |
- WikiMap